# Cartagena (ort i Chile, Región de Valparaíso, San Antonio Province, lat -33,55, long -71,61)
Cartagena är en ort i Chile.   Den ligger i provinsen San Antonio Province och regionen Región de Valparaíso, i den södra delen av landet, 90 km väster om huvudstaden Santiago de Chile. Cartagena ligger 82 meter över havet och antalet invånare är 16 875.
Terrängen runt Cartagena är platt åt sydost, men åt nordost är den kuperad. Havet är nära Cartagena västerut. Närmaste större samhälle är San Antonio, 4,5 km söder om Cartagena. 
Trakten runt Cartagena består i huvudsak av gräsmarker. Runt Cartagena är det ganska tätbefolkat, med 155 invånare per kvadratkilometer.